# Leucanopsis fuscosa
Leucanopsis fuscosa là một loài bướm đêm thuộc phân họ Arctiinae, họ Erebidae.